# Selima Sfar
Selima Sfar (in arabo سليمة صفر‎?, DMG Salīma Ṣafar; Tunisi, 8 luglio 1977) è un'ex tennista tunisina.

## Biografia
Misura 166 centimetri e pesa 55 chilogrammi. Ha cominciato la sua carriera professionistica nel 1999. La sua migliore posizione in singolo è stata la 75ª (16 luglio 2001) e la sua migliore posizione di doppio la 47ª (28 luglio 2008). I suoi migliori risultati dei Grandi Slam sono: primo turno Australian Open 2002 e 2005, secondo turno Roland Garros 2001 e 2008, secondo turno Wimbledon 2001, 2002 e 2005, secondo turno US Open 2001. Ha vinto 11 titoli ITF in singolo e 17 ITF in doppio. Ai giochi olimpici 1996 è stata eliminata al primo turno da Brenda Schultz. Ai giochi olimpici 2008 ha perso ancora al primo turno, questa volta contro la giovane danese Caroline Wozniacki. 
Si è ritirata nel 2011. Oggi vive a Biarritz, in Francia.

## Statistiche

### Tornei minori

#### Singolare

##### Vittorie (11)
| No. | Data              | Torneo                           | Superficie  | Avversaria in finale | Punteggio     |
| 1.  | 14 agosto 1994    | $10,000 Carthage, Cartagine      | Terra rossa | Anne-Gaëlle Sidot    | 5–7, 6–3, 6–4 |
| 2.  | 26 marzo 1995     | Moulins                          | Cemento     | Linda Sentis         | 3–6, 6–3, 6–2 |
| 3.  | 26 novembre 1995  | $10,000 Le Havre, Le Havre       | Terra rossa | Émilie Loit          | 0–6, 6–3, 6–4 |
| 4.  | 4 febbraio 1996   | $10,000 Dinan, Dinan             | Terra rossa | Virginie Massart     | 6–4, 7–6      |
| 5.  | 11 agosto 1996    | $10,000 Carthage, Cartagine      | Terra rossa | Marielle Bruens      | 7–5, 6–4      |
| 6.  | 14 dicembre 1997  | $10,000 Ismailia, Ismailia       | Terra rossa | Tzipora Obziler      | 5–7, 7–5, 6–4 |
| 7.  | 30 aprile 2000    | $10,000 Bournemouth, Bournemouth | Terra rossa | Dragana Zarić        | 7–5, 6–2      |
| 8.  | 22 settembre 2002 | $25,000 Glasgow, Glasgow         | Cemento     | Anne Keothavong      | 7–6, 2–6, 7–6 |
| 9.  | 3 novembre 2002   | $25,000 Nottingham, Nottingham   | Cemento     | Lilia Osterloh       | 6–2, 6–2      |
| 10. | 14 maggio 2006    | $75,000 Jounieh, Jounieh         | Terra rossa | Nastas'sja Jakimava  | 6–4 7–5       |
| 11. | 13 maggio 2007    | $75,000 Jounieh, Jounieh         | Terra rossa | Marija Korytceva     | 6–2 4–6 7 – 6 |

### Risultati in progressione
| Sigla | Risultato               |
| ----- | ----------------------- |
| V     | Vincitore               |
| F     | Finalista               |
| SF    | Semifinalista           |
| O     | Oro olimpico            |
| A     | Argento olimpico        |
| SF    | Bronzo olimpico         |
| QF    | Quarti di Finale        |
| 4T    | Quarto turno            |
| 3T    | Terzo turno             |
| 2T    | Secondo turno           |
| 1T    | Primo turno             |
| RR    | Round Robin             |
| LQ    | Turno di qualificazione |
| A     | Assente                 |
| ND    | Non disputato           |

| Legenda superfici    |
| -------------------- |
| Cemento              |
| Terra battuta        |
| Erba                 |
| Superficie variabile |

#### Singolare nei tornei del Grande Slam
| Torneo          | 2000 | 2001 | 2002 | 2003 | 2004 | 2005 | 2006 | 2007 | 2008 | 2009 | 2010 | 2011 |
| --------------- | ---- | ---- | ---- | ---- | ---- | ---- | ---- | ---- | ---- | ---- | ---- | ---- |
| Australian Open | A    | A    | 1T   | A    | A    | 1T   | A    | A    | A    | A    | A    | A    |
| Open di Francia | A    | 2T   | 1T   | A    | A    | A    | A    | A    | 2T   | A    | A    | A    |
| Wimbledon       | A    | 2T   | 2T   | 1T   | A    | 2T   | A    | A    | A    | A    | A    | A    |
| US Open         | 1T   | 2T   | A    | A    | A    | A    | A    | A    | A    | A    | A    | A    |

#### Doppio nei tornei del Grande Slam
| Torneo          | 2000 | 2001 | 2002 | 2003 | 2004 | 2005 | 2006 | 2007 | 2008 | 2009 | 2010 | 2011 |
| --------------- | ---- | ---- | ---- | ---- | ---- | ---- | ---- | ---- | ---- | ---- | ---- | ---- |
| Australian Open | A    | A    | A    | A    | A    | 1T   | 2T   | A    | 2T   | 1T   | A    | A    |
| Open di Francia | A    | A    | A    | A    | A    | 2T   | 1T   | 2T   | 1T   | 1T   | 1T   | A    |
| Wimbledon       | 1T   | A    | A    | 1T   | A    | 2T   | 1T   | 2T   | QF   | A    | A    | A    |
| US Open         | A    | A    | A    | A    | A    | 2T   | 2T   | 2T   | 1T   | A    | A    | A    |

#### Doppio misto nei tornei del Grande Slam
Nessuna partecipazione